# Jämjö kyrka
Jämjö kyrka är en kyrkobyggnad i Jämjö i Lunds stift. Den är församlingskyrka i Jämjö församling. Kyrkan kallas ibland Oscars kyrka efter kung Oscar I som vid kyrkans tillblivelse var kronprins. 

## Kyrkobyggnaden
En medeltida stenkyrka, troligen belägen på samma plats, revs på 1820-talet. Sten från den gamla kyrkan användes till viss del i den nya som började uppföras 1820 efter ritningar av arkitekt Jacob Wilhelm Gerss. För byggnadsarbetet ansvarade byggmästare Nils Fredrik Wahlqvist. Den 22 oktober 1826 ägde invigningen rum och förrättades av biskopen i Lund Wilhelm Faxe. 
Kyrkan är byggd av gråsten och består av ett rektangulärt långhus med torn i väster över koret. Huvudingången med förhall är belägen i öster.  Exteriören är enkel och osmyckad. De vitputsade fasaderna uppbryts av stora rundbågefönster. Långhuset täcks av ett sadeltak, tornet kröns av en låg, svagt karnisformad huv.

## Interiör och inventarier
Kyrkorummet har vitputsade väggar och täcks av ett segmentformat tunnvalv vilande på en profilerad list. Den ursprungliga altarpredikstolen med antikinspirerad tempelfasad i en rundvälvd  nisch har bevarats. I denna har sedan 1926 en skulpturgrupp placerats. En ny predikstol blev samtidigt uppsatt på södra sidan i koret. Bänkinredningen och läktaren är ursprungliga.
- Altartavlan tillkom 1952 och är målad av Olle Hjortzberg.
- Dopfunten från 1710 är utformad som en dopängel.
- Ett krucifix härstammar från 1600-talet.
- I koret finns en ljuskrona från 1724. Ovanför dopfunten finns en trepipig ljusstake från 1600-talet. Kristallkronorna är från 1828.
- Från 1700-talet härstammar två karmstolar i sakristian och kassakistan i vapenhuset.

## Bildgalleri

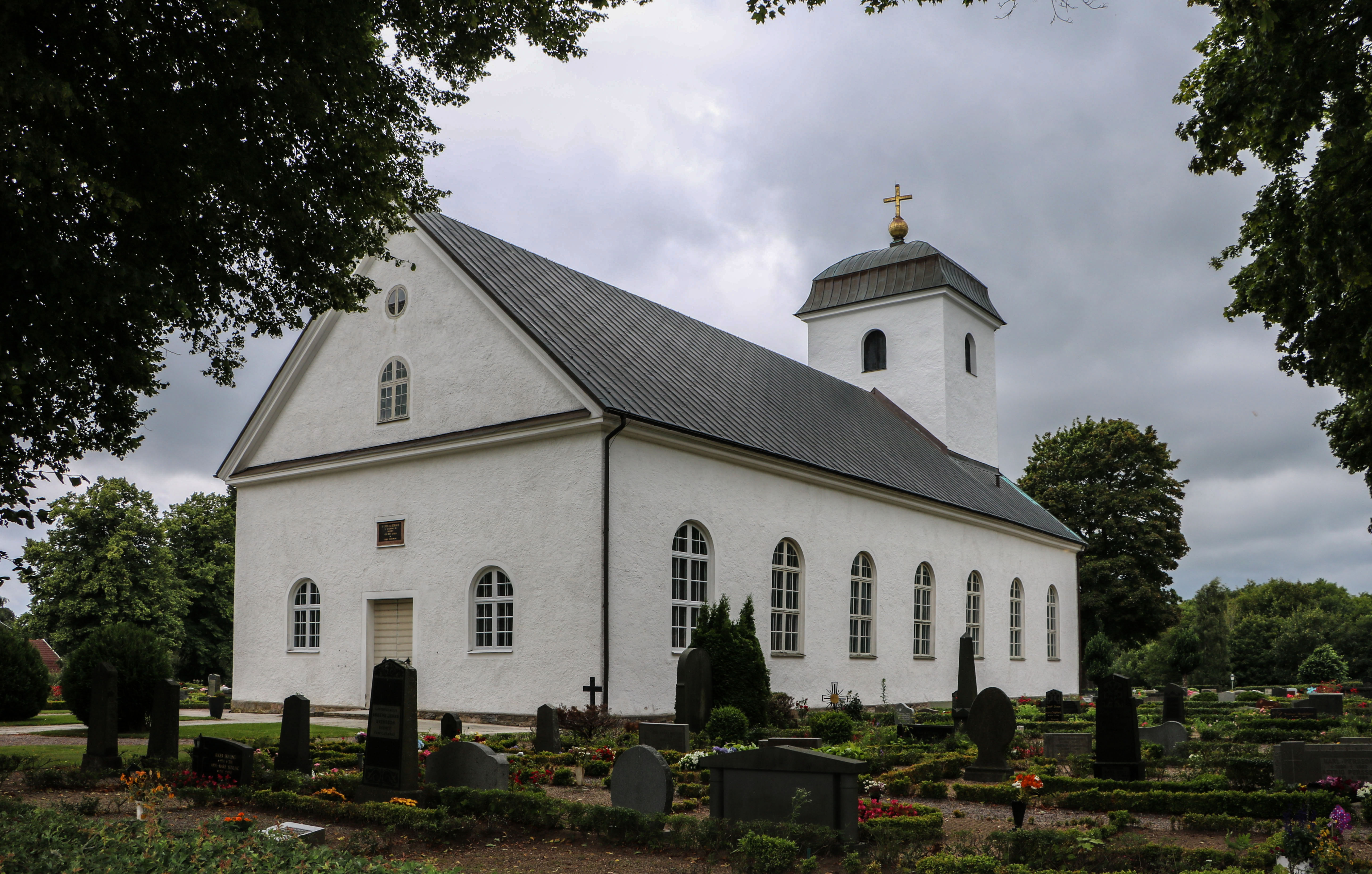
Kyrkan från nordöst
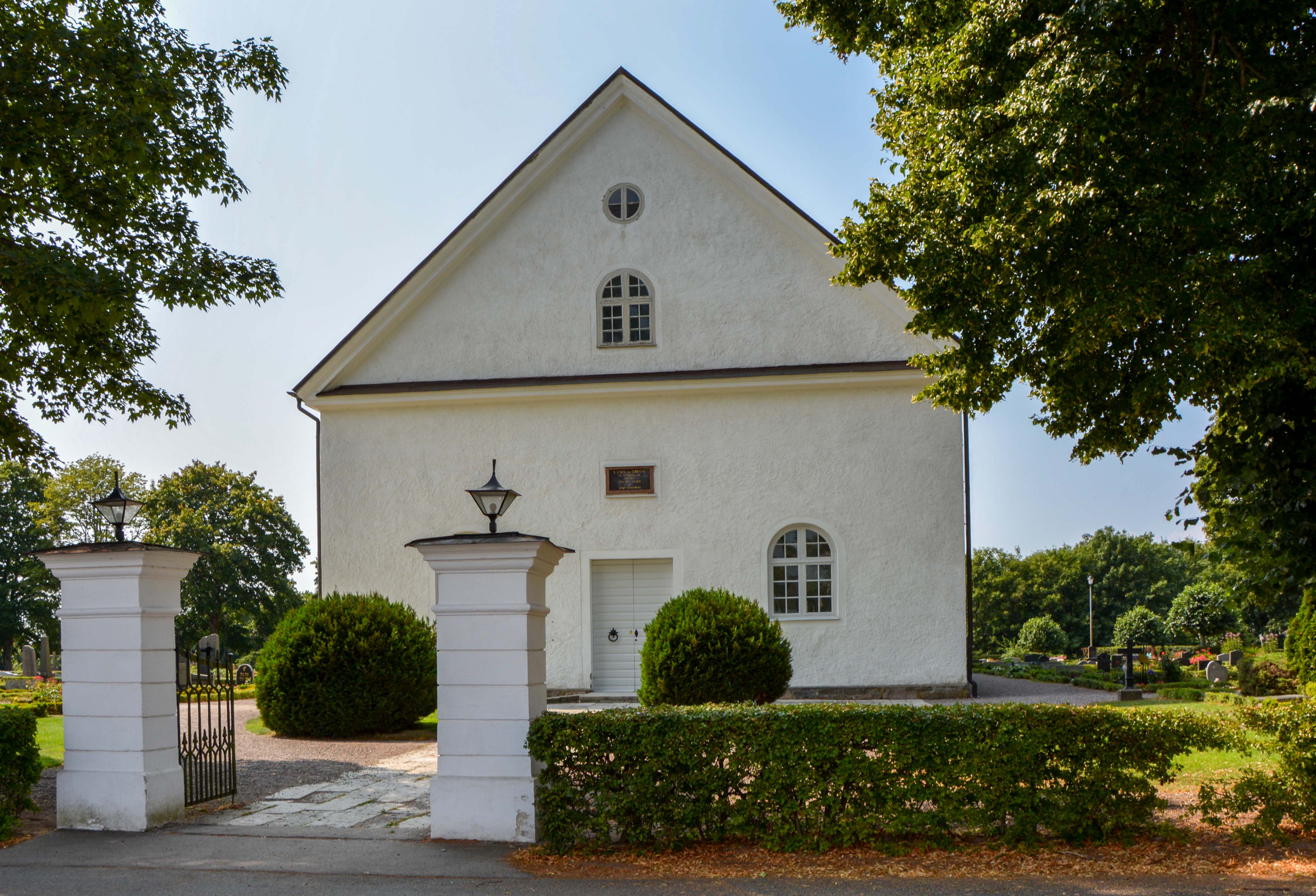
Exteriör från öster med huvudingången
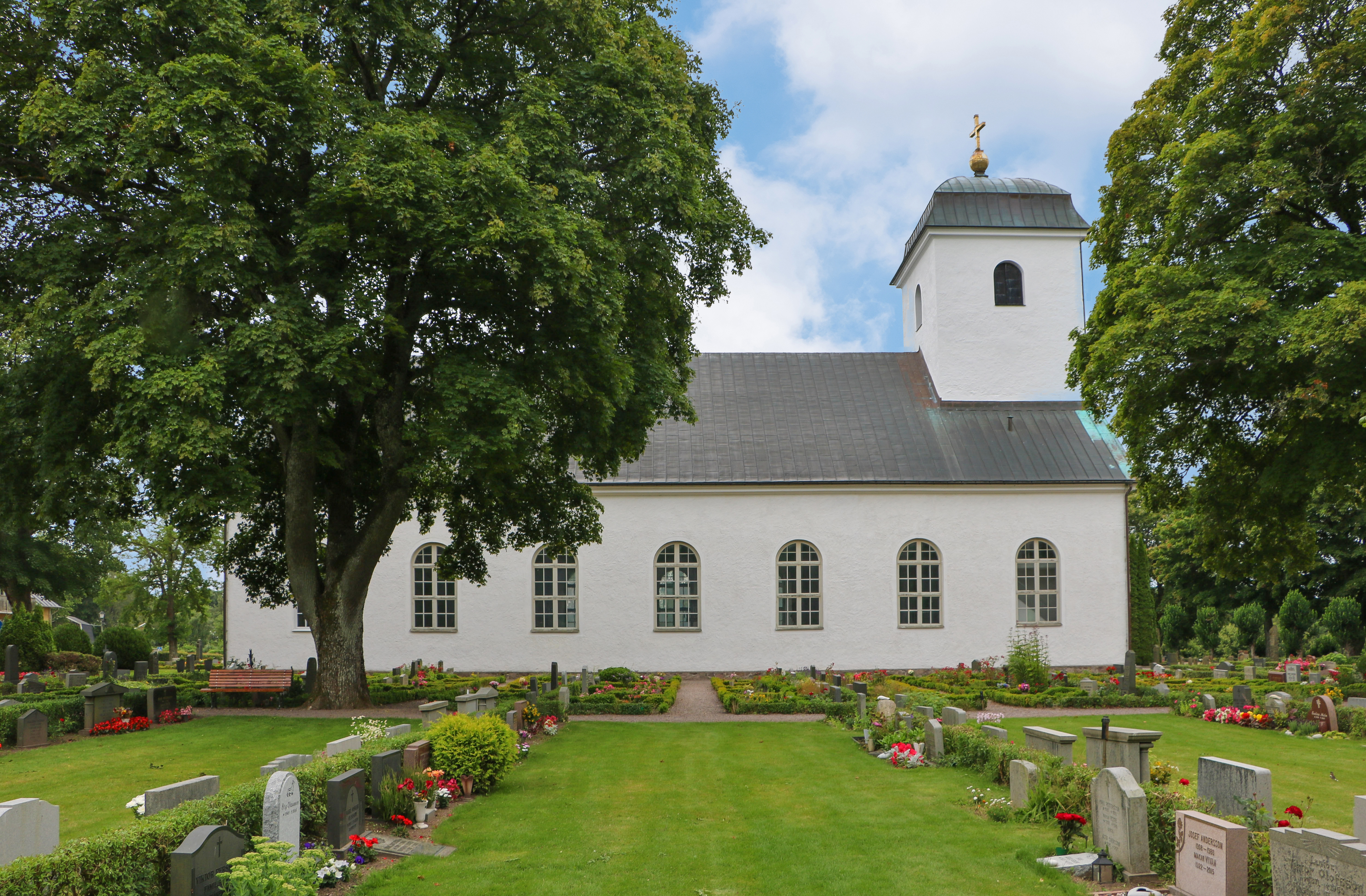
Exteriör från nord
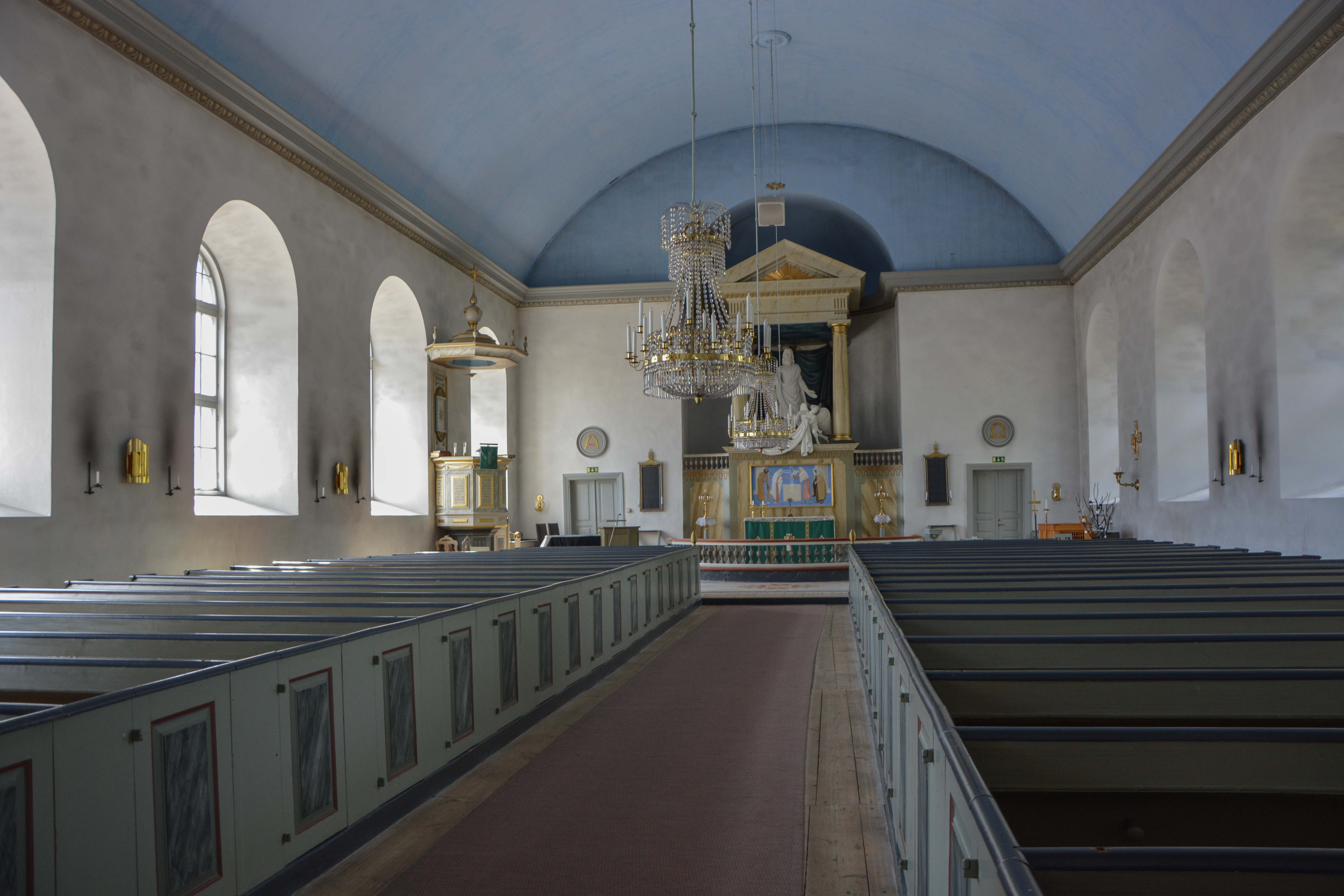
Interiör mot väster
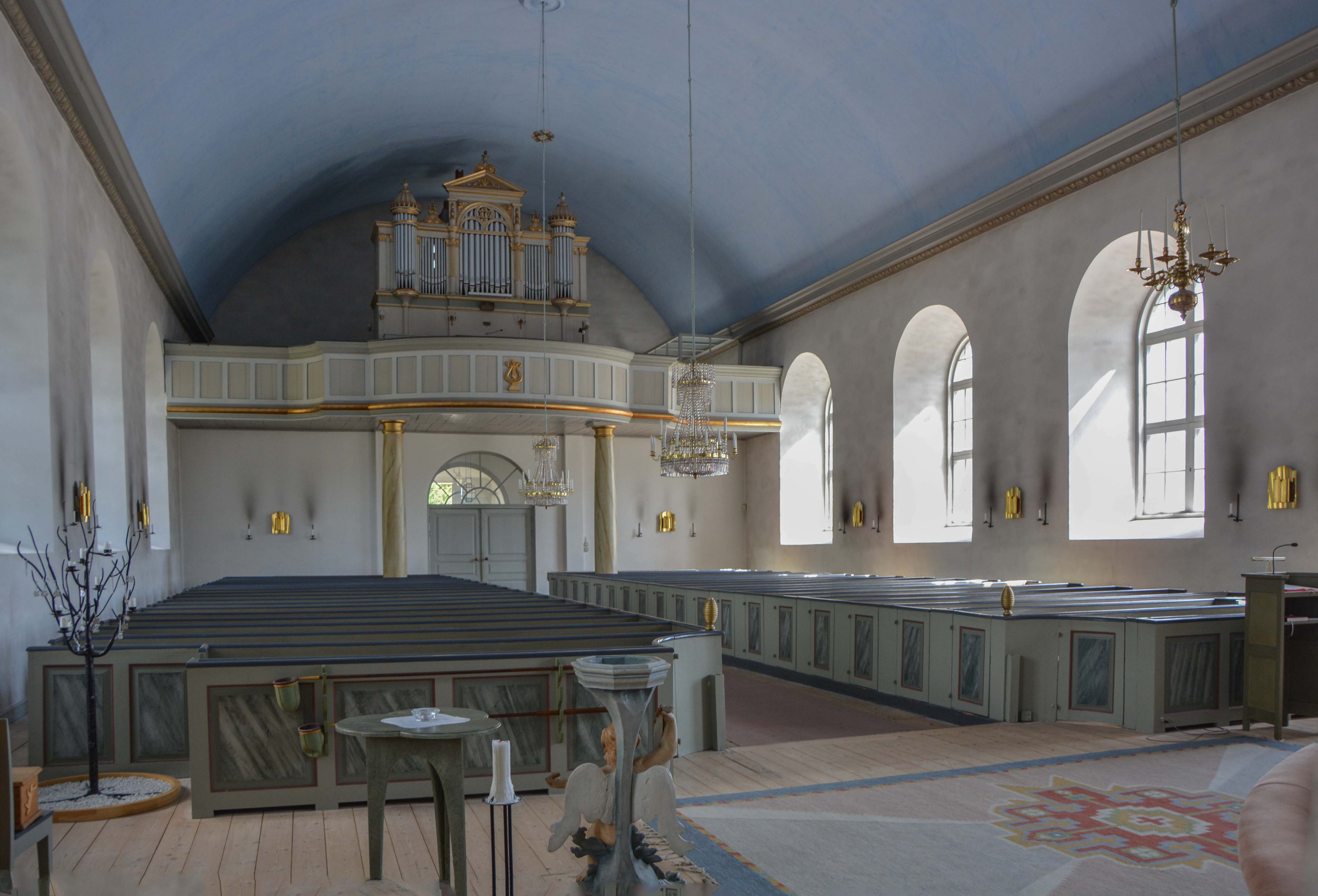
Interiör mot öster
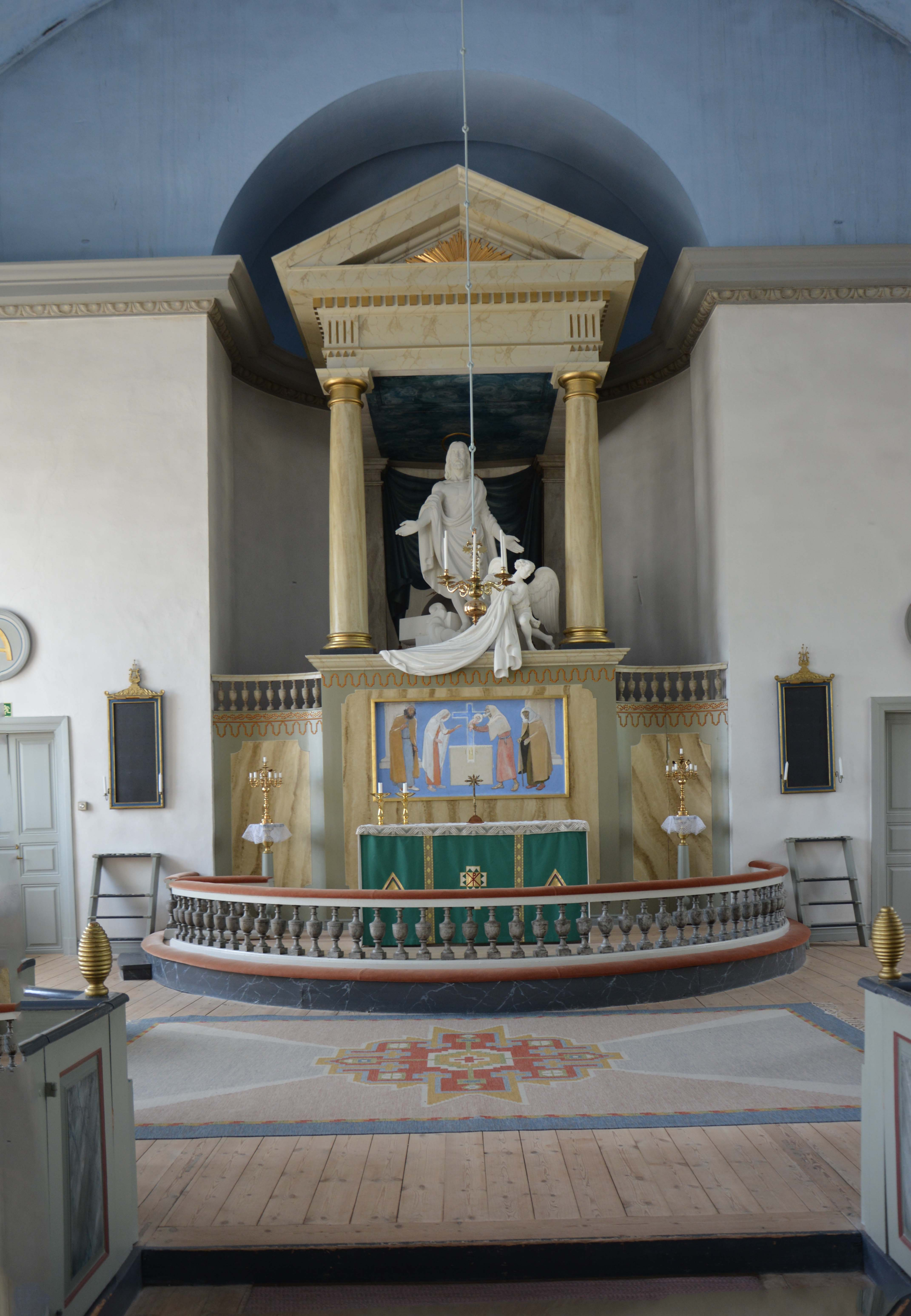
Koret
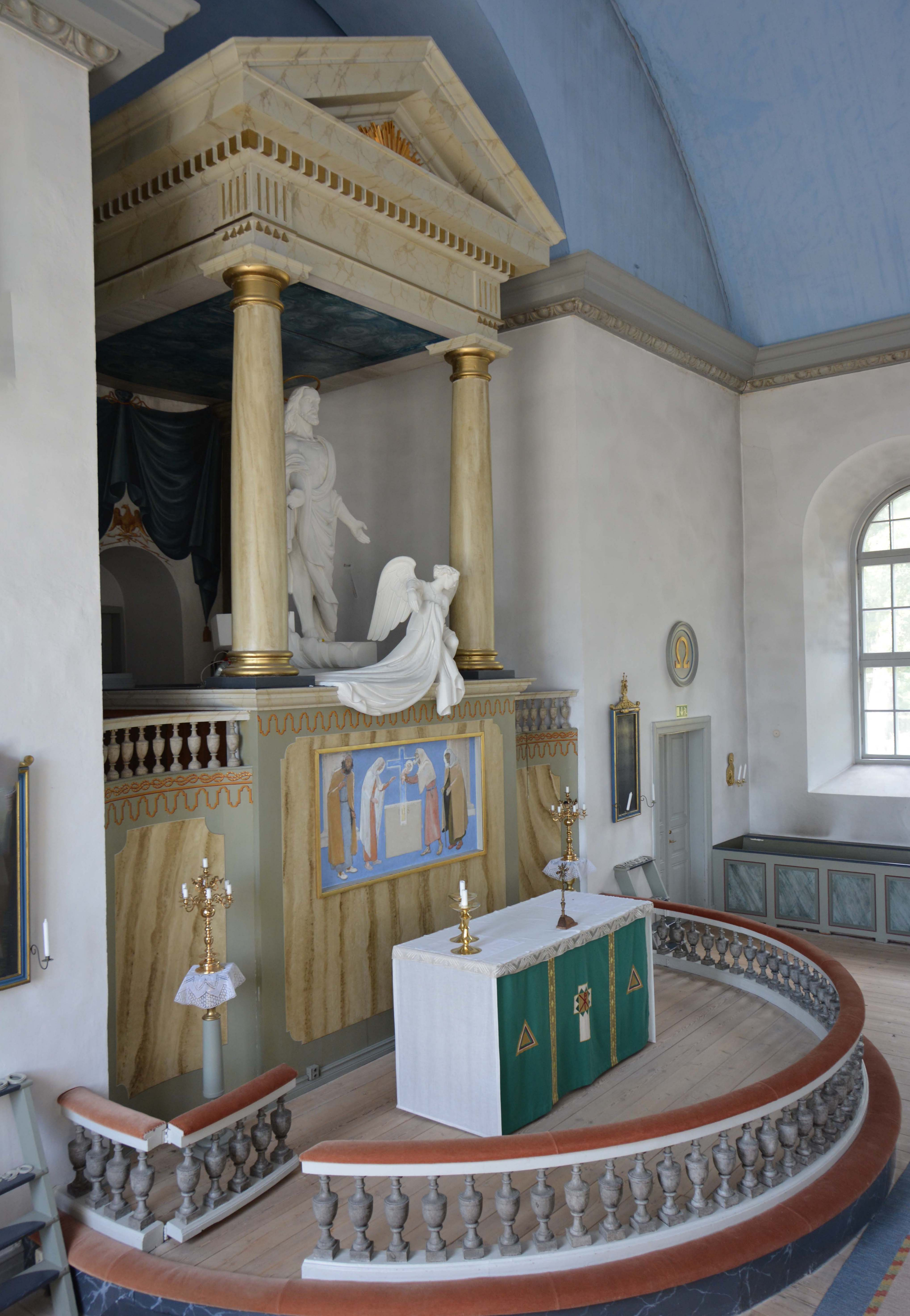
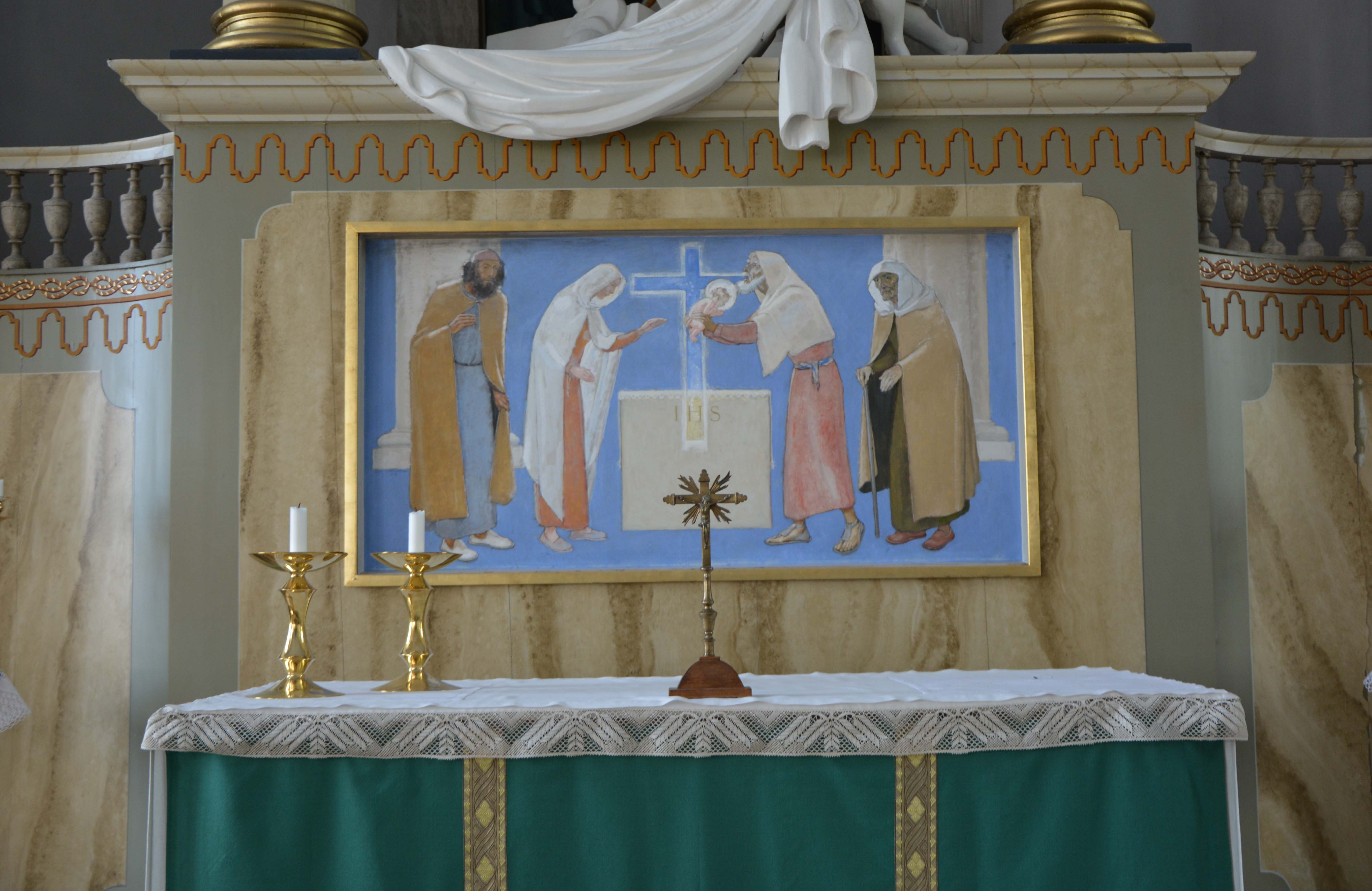
Altartavla av Olle Hjortzberg
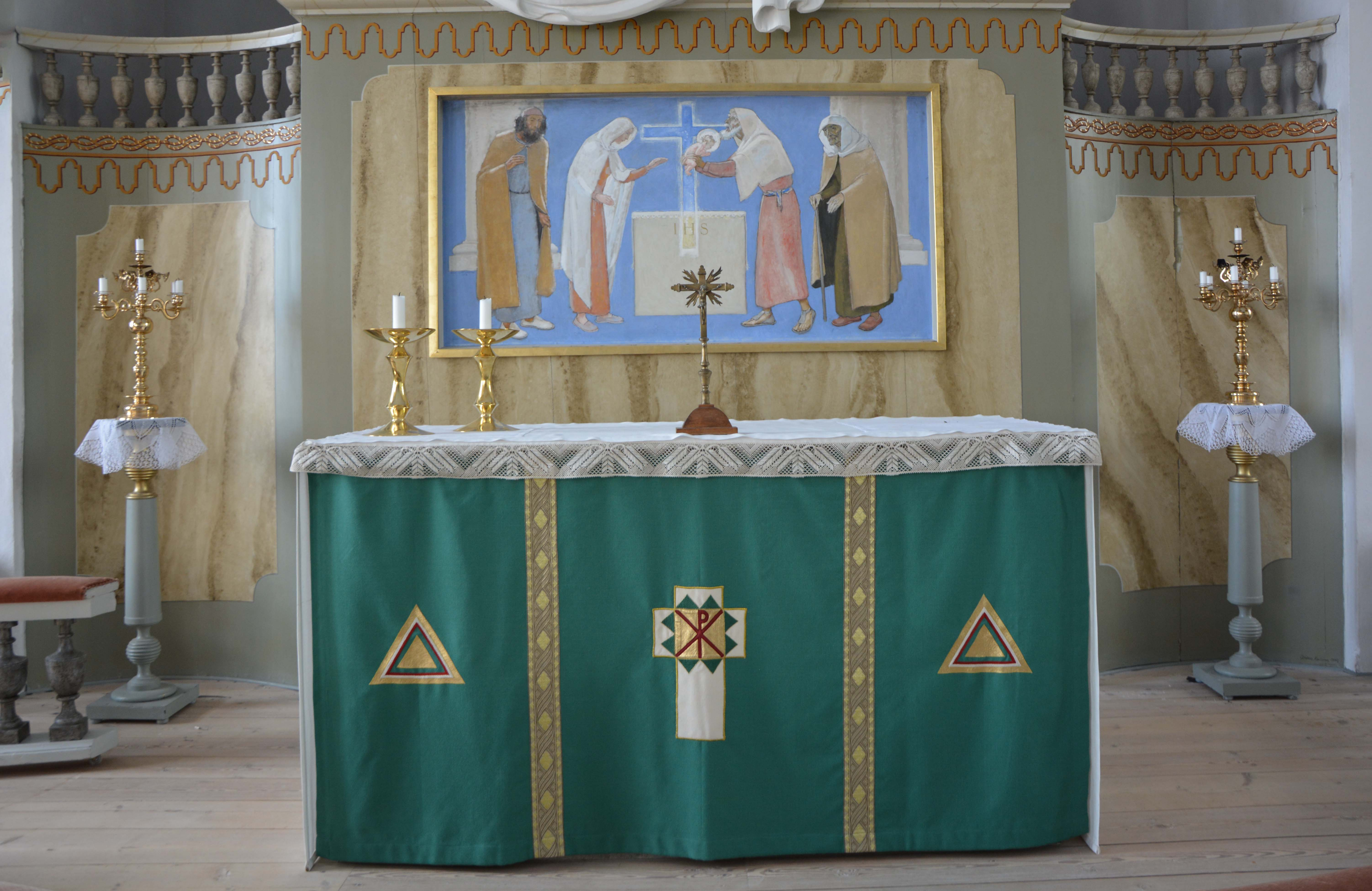
Altaret
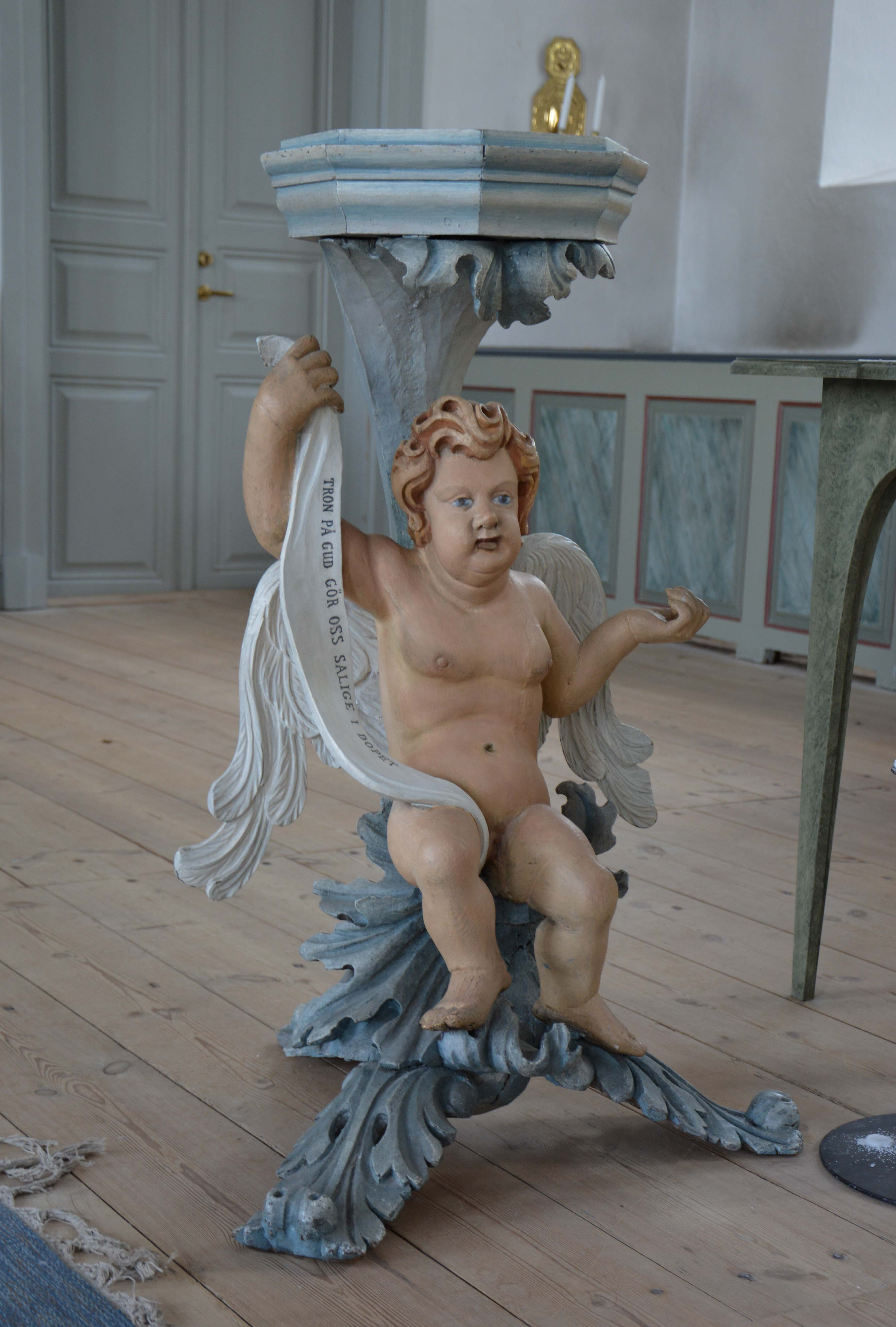
Dopfunt
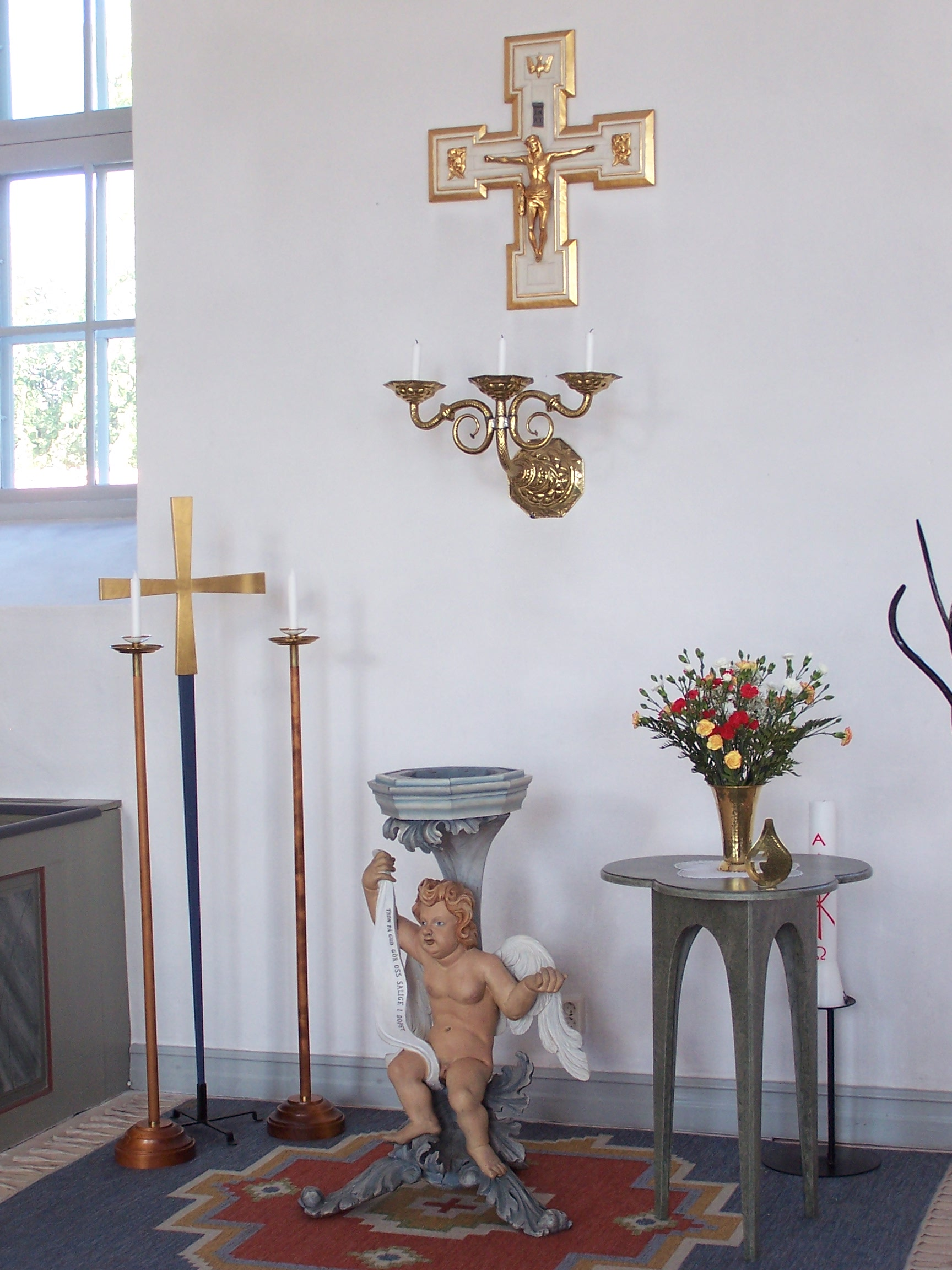
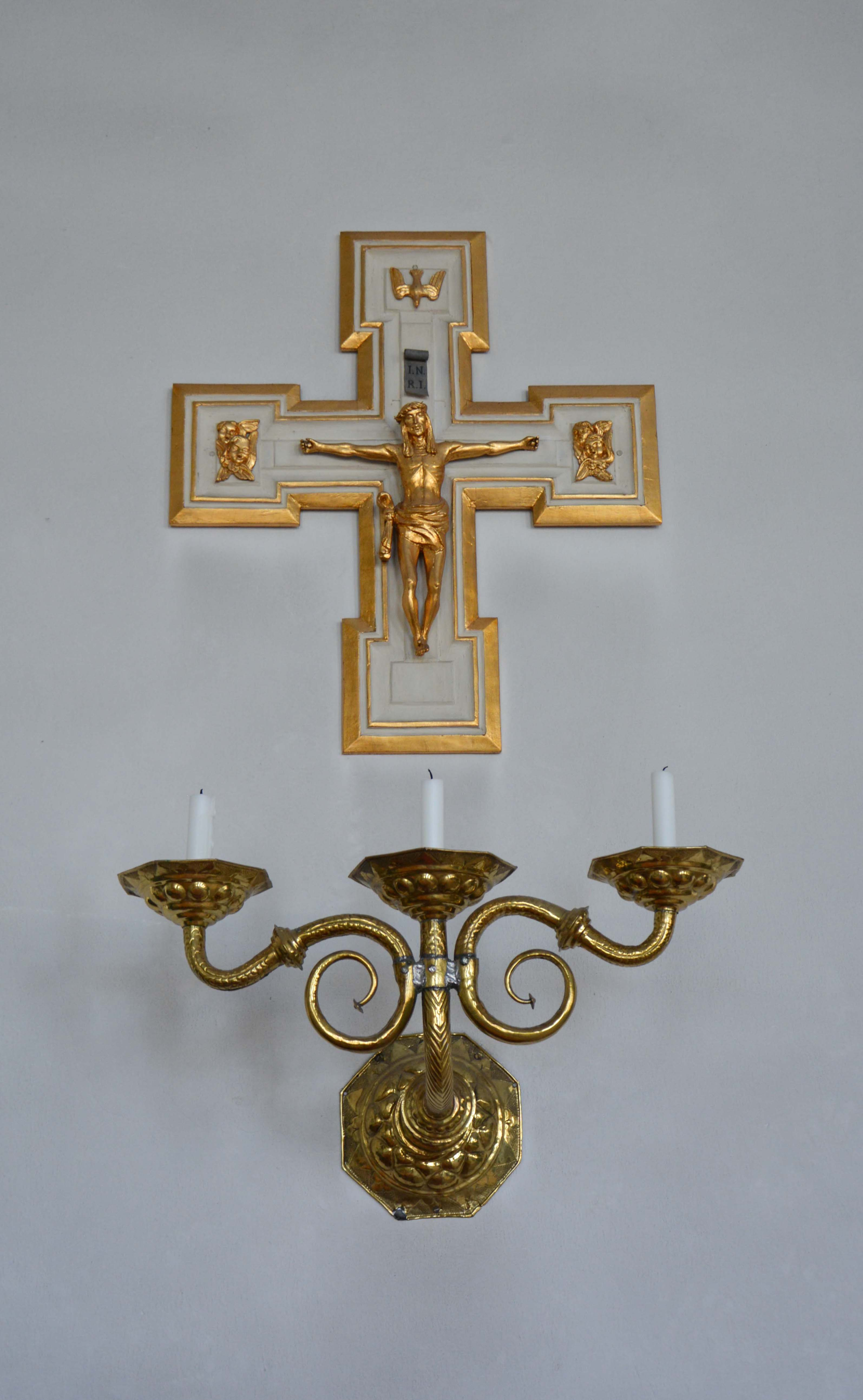
Krucifix och ljuslampett
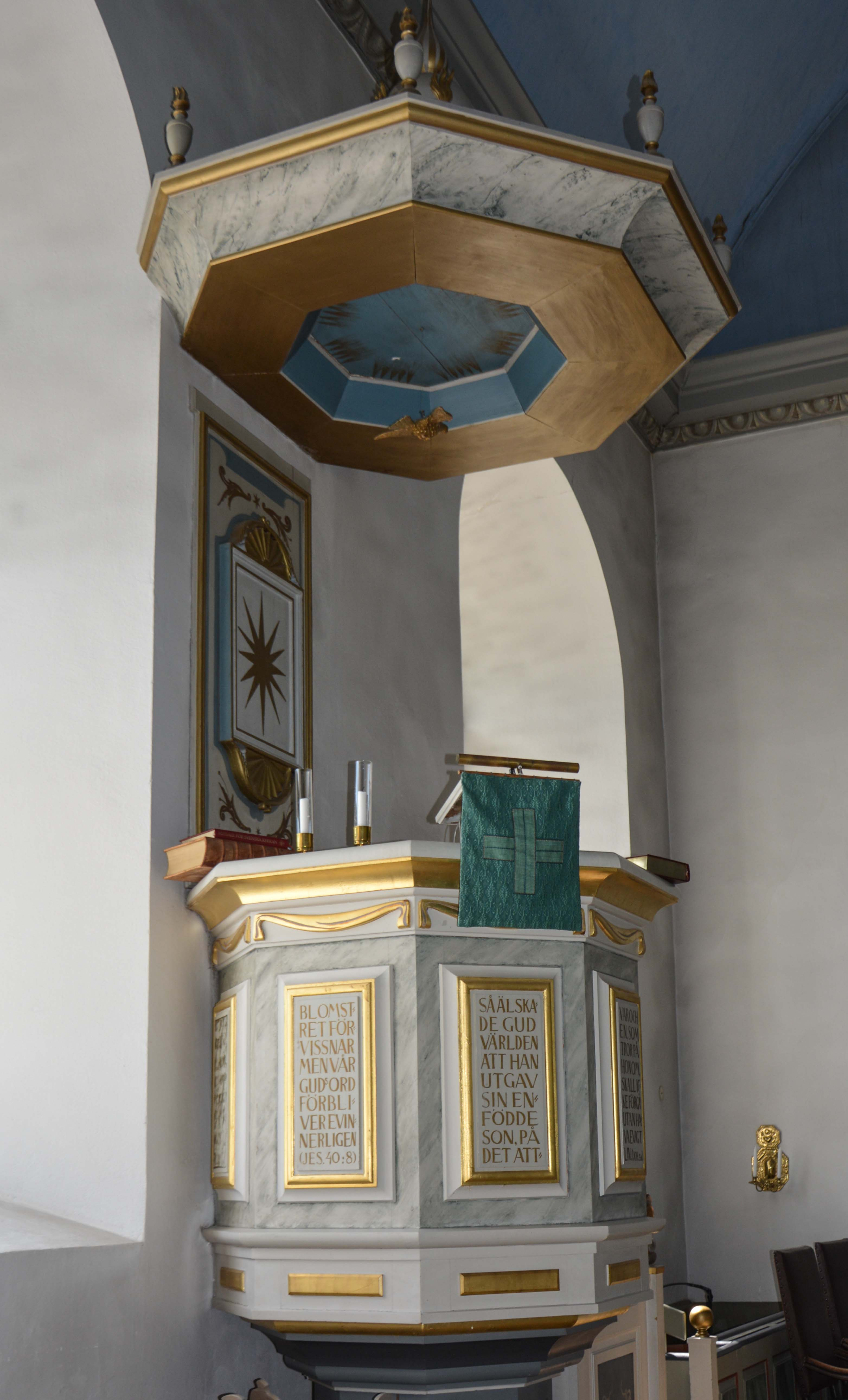
Predikstolen

## Orgel

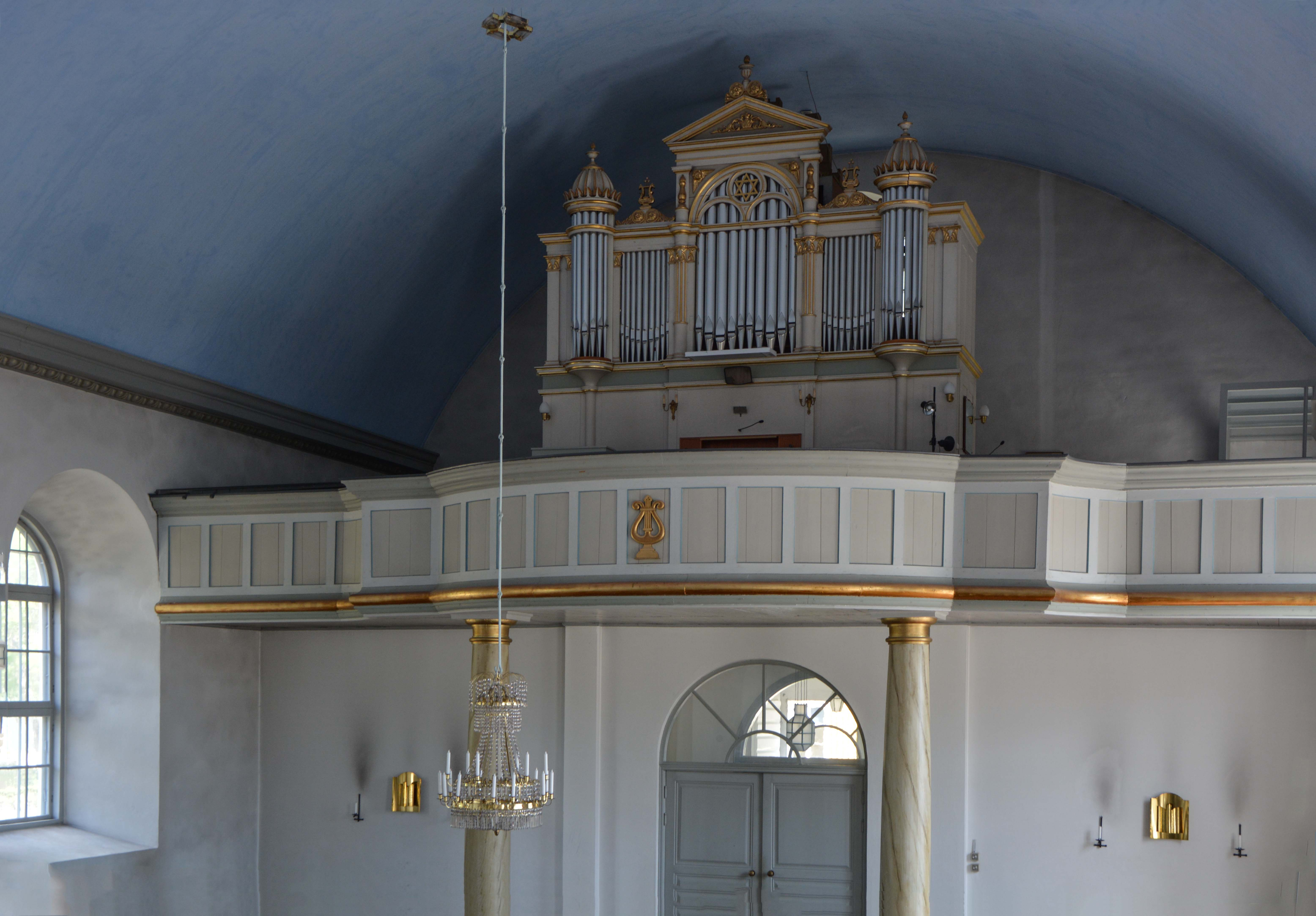
Orgeln

Läktarorgeln installerades 1882 - 1883 av Carl Elfström i Ljungby. Den byggdes om 1944 av Mårtenssons orgelfabrik i Lund med 22 stämmor. Förnyades 1972 av Hammarbergs Orgelbyggeri AB, varvid dock fasaden bibehölls. Den har nu 25 stämmor och är mekanisk.
| Huvudverk (I) C-g3 | Svällverk (II) C-g3 | Pedalverk (P) C-f1 | Koppel |
| ------------------ | ------------------- | ------------------ | ------ |
| Gedaktpommer 16'   | Gedakt 8'           | Subbas 16'         | I/P    |
| Principal 8'       | Fugara 8'           | Oktavbas 8'        | II/P   |
| Rörflöjt 8'        | Principal 4'        | Gedaktbas 8'       | II/I   |
| Oktava 4'          | Koppelflöjt 4'      | Kvintadena 4'      |        |
| Spetsflöjt 4'      | Gedaktflöjt 2'      | Nachthorn 2'       |        |
| Oktava 2'          | Nasat 1 1⁄3'        | Rauschkvint III    |        |
| Mixtur IV          | Sifflöjt 1'         | Basun 16'          |        |
| Sesquialtera II    | Scharf III          |                    |        |
| Trumpet 8'         | Oboe 8'             |                    |        |
|                    | Tremulant           |                    |        |

Kororgeln är byggd av Bergenblad & Jonsson Orgelbyggeri, ursprungligen för Jämjö kapell i församlingshemmet. På beställarens uppdrag är orgeln starkt intonerad, vilket gör den olämplig för det lilla kapellet, men fungerar bra i kyrkan. Den har fyra delade register.
| Manual C-        |
| ---------------- |
| Gedackt 8' B/D   |
| Principal 4' B/D |
| Flöjt 4' B/D     |
| Oktava 2' B/D    |